# Andrzej Wasylewicz Załęski
Andrzej Wasylewicz Załęski herbu Prus I – sędzia włodzimierski w latach 1588-1616.
Deputat na Trybunał Główny Koronny z województwa wołyńskiego w 1594, 1602, 1608 roku.